# Alex Mussolini

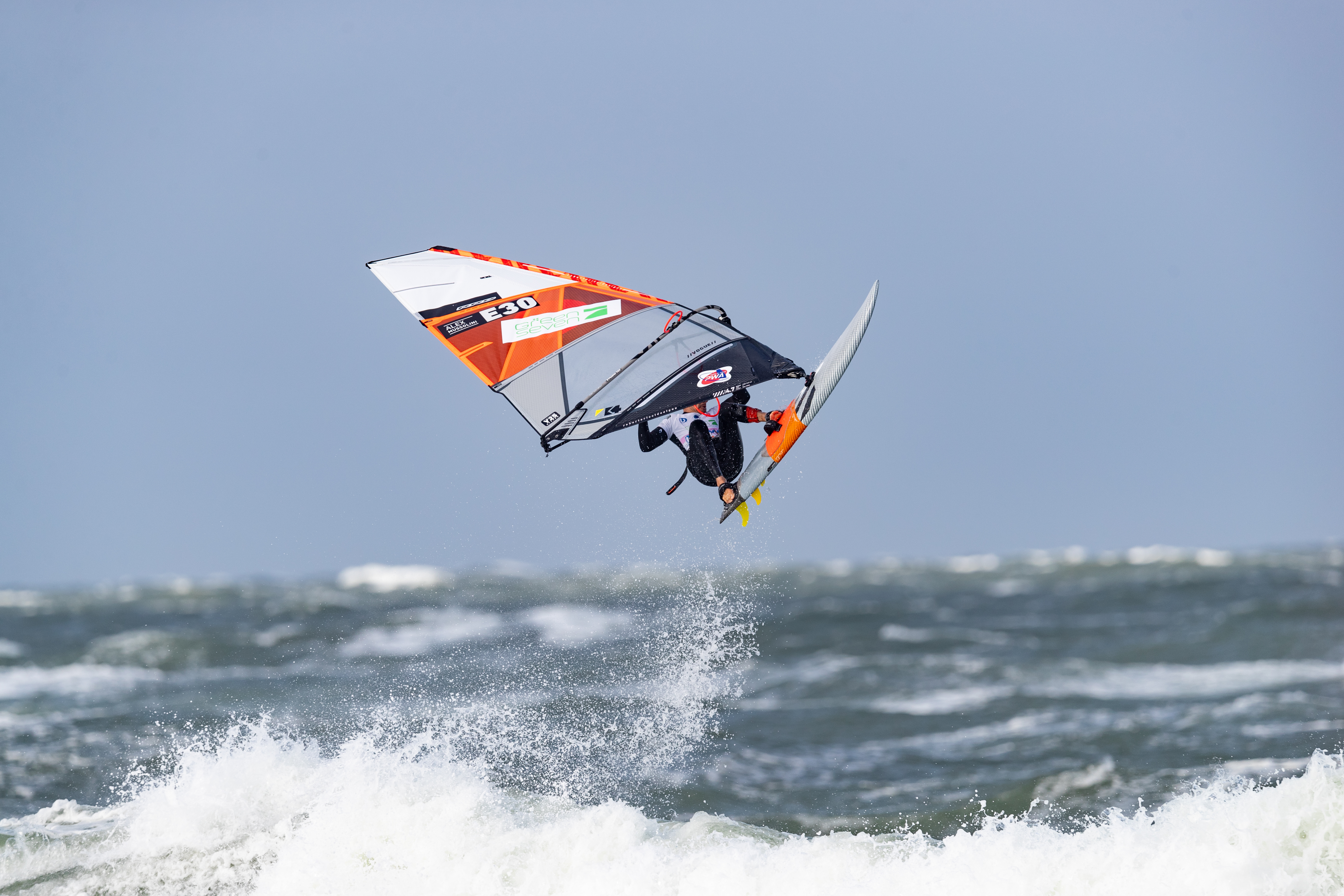
Mussolini beim Windsurf World Cup Sylt 2019

Alex Mussolini (* 2. Dezember 1984 in Barcelona) ist ein spanischer Windsurfer. Er wurde 2013 und 2016 Vize-Weltmeister in der Welle.

## Biografie
Mussolini surfte erstmals im Alter von 10 gemeinsam mit seinem Vater. Nachdem dieser das Talent des Sohnes entdeckt hatte, besuchte Mussolini für zwei Jahre die Maui Ocean Academy, eine Schule, in welcher das Windsurfen eng mit dem Lernen verknüpft wird.
Bei den spanischen Meisterschaften 2003 wurde JP Australia auf ihn aufmerksam und nahm ihn kurz darauf unter Vertrag. Fortan nahm Mussolini auch an Events des Windsurf World Cups teil. Hier konnte er bereits 2005 beim Event in Guincho seinen ersten Podestplatz erreichen.
2009 siegte er beim größten Windsurf Worldcup der Welt auf Sylt und klassierte sich somit zum zweiten Mal unter den besten zehn der Wavewertung. Unter diesen konnte er sich seither jedes Jahr platzieren. Seine besten Resultate sind bisher die beiden Vize-Weltmeistertitel 2013 und 2016.
Mussolini hat zwei Kinder und wohnt auf Teneriffa.

## Erfolge

### World Cup Wertungen
| Saison | Wave  | Wave   | Super-X | Super-X |
| Saison | Platz | Punkte | Platz   | Punkte  |
| ------ | ----- | ------ | ------- | ------- |
| 2002   | ?     | ?      | –       | –       |
| 2003   | 18.   | ?      | –       | –       |
| 2004   | 12.   | ?      | –       | –       |
| 2005   | 9.    | 5222   | –       | –       |
| 2006   | 14.   | 4470   | 30.     | 1176    |
| 2007   | 19.   | 6108   | –       | –       |
| 2008   | 15.   | 4734   | –       | –       |
| 2009   | 9.    | 5162   | –       | –       |
| 2010   | 7.    | 3673   | –       | –       |
| 2011   | 8.    | 5311   | –       | –       |
| 2012   | 3.    | 6069   | –       | –       |
| 2013   | 2.    | 5970   | –       | –       |
| 2015   | 5.    | 7544   | –       | –       |
| 2016   | 2.    | 6102   | –       | –       |
| 2017   | 4.    | 2855   | –       | –       |
| 2018   | 7.    | 16.900 | –       | –       |
| 2019   | 10.   | 17.263 | –       | –       |

### World Cup Siege
Mussolini errang zwischen 2005 und 2017 insgesamt neun Podestplätze, davon zwei Siege:
| Datum                   | Ort  | Land        | Disziplin |
| ----------------------- | ---- | ----------- | --------- |
| 20.09.2009 – 04.10.2009 | Sylt | Deutschland | Wave      |
| 30.09.2016 – 09.10.2016 | Sylt | Deutschland | Wave      |